# Wolfgang Siegel
Wolfgang Siegel (* 17. Juni 1583 in Eibenstock; † 4. September 1644 in Freiberg) war kurfürstlich-sächsischer Bergamtsverwalter des sächsischen Erzgebirges.

## Leben
Der Enkel des kursächsischen Zehntners Melchior Siegel und Sohn des gleichnamigen Vaters und dessen Frau Barbara, Tochter des Erbsassen auf Tännicht Wolf Klinger, studierte an der Universität Jena fünf Jahre lang Philosophie und Rechtswissenschaften. Vor dem Abschluss seiner Lizentiat-Prüfung wurde er von seinem Vater nach Hause gerufen. Dessen Vorhaben, seinen Sohn auf eine andere Universität zu schicken, wurde verworfen und Wolfgang lernte den Amtsschreiberdienst beim Amtsschösser in Schwarzenberg. Am 24. Oktober 1612 wurde er zum Bergnotar in Freiberg berufen, woraufhin er mit seiner Familie von Schwarzenberg in die sächsische Berghauptstadt zog. Nach sechs Jahren im Notariatsamt wurde er am 31. Oktober 1618 zum kursächsischen BergkAmbtsVorwalter der Ertzgebürge dieser Lande berufen und übte das Amt bis zu seinem Tod aus. Er wurde am 8. September 1644 im Freiberger Dom beigesetzt. Die vom Superintendenten Paulus Sperling gehaltene Leichenpredigt erschien in Freiberg in Druck.

## Familie
Er heiratete am 27. Mai 1611 Barbara, die Tochter des Ratkämmerers Johann Seyffart (Seyffert) aus Jena. Aus dieser Ehe gingen vier Söhne hervor, von denen Theodorus und Melchior Wolfgang den Vater überlebten. Der Sohn Christoph Siegel starb 1629.